# 内谷氷川社
内谷氷川社（うちやひかわしゃ）は、埼玉県さいたま市南区の神社。

## 歴史
創建年代は不明である。ただ『鶴岡事書日記』応永二年（1395年）の項に当社が記されていることから、少なくとも室町時代前期には既に存在していたものと推測される。
当地は鶴岡八幡宮の荘園で、年貢納入を巡って鶴岡八幡宮との間で紛争が起きており、地元の指導者の一人として当社の神職が『鶴岡事書日記』で挙げられている。
当社の本殿は覆堂の中に入っている。安土桃山時代中期のもので「見世棚造」の建築物が二棟並んでいる。埼玉県の文化財に指定されている。

## 文化財
- 内谷氷川神社本殿（埼玉県指定有形文化財 昭和46年3月31日指定）[2]
- 内谷氷川社境内（さいたま市指定史跡 昭和62年3月31日指定）[3]

## 交通アクセス
- 武蔵浦和駅より徒歩25分。